# 1567 w polityce

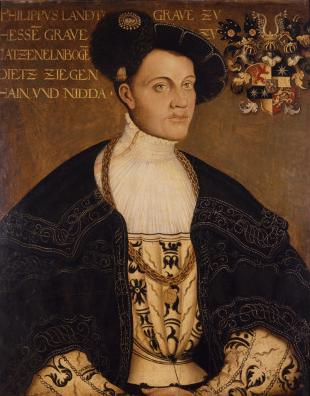
Filip Wielkoduszny

Wydarzenia polityczne w 1567 roku.

## Zmarli
- Filip Wielkoduszny, landgraf Hesji, zwolennik reformacji[1].